# Filter (signalbehandling)

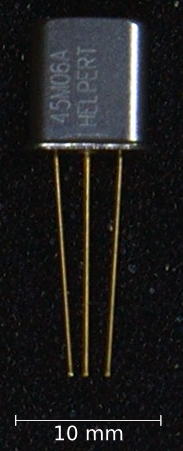
Kristallfilter med centerfrekvens på 45 MHz och 3dB bandbredd på 12 kHz.

Ett filter är inom signalbehandling ett byggblock som ändrar en signals spektrala egenskaper. Man säger att signalen passerar ett filter. Filter används bland annat för att förhindra vikningsdistorsion eller aliasing vid omvandling av analoga signaler till digitala.

## Filterkaraktäristik
Enkla filter kan delas in i fyra grupper, beroende på vilka frekvenser de stoppar och släpper igenom:
- Lågpassfilter, som dämpar de höga frekvenserna
- Högpassfilter, som dämpar de låga frekvenserna
- Bandpassfilter, som dämpar både höga och låga frekvenser men inte området (bandet) däremellan
- Bandspärrfilter, som dämpar frekvenser inom ett område, men släpper igenom både högre och lägre frekvenser

Områden som inte dämpas kallas passband och de som dämpas kallas spärrband. En vanlig definition på passband är att det består av de frekvenser vars amplitud som mest dämpats med en faktor {\displaystyle 1 \over {\sqrt {2}}}.
Ett filter kan också vara resonant, vilket i praktiken innebär att det framhäver frekvensområdena kring de bortfiltrerade frekvenserna.
Allpassfilter låter alla frekvenskomponenter passera utan amplitudförändring och används när det endast är fasvinklar som behöver ändras.

### Ideala filter
Ideala filter har förstärkningsfaktor 1 över passbanden och 0 i spärrbanden. Dessa filter används ofta som jämförelsefilter.

## Analoga filter
Med insignalen {\displaystyle x(t)} och utsignalen {\displaystyle y(t)} kan ett idealt filter ofta beskrivas med en linjär differentialekvation enligt
{\displaystyle y(t)=k_{0}+k_{1}x(t)+k_{2}{\frac {dx}{dt}}(t)+k_{3}{\frac {d^{2}x}{dt^{2}}}(t)+...+k_{n}\int ^{t}x(\tau )\,d\tau +...}
Eftersom man är intresserad av frekvensinnehållet gör man ofta en Laplacetransform och får sambandet
{\displaystyle Y(s)=k_{0}+k_{1}X(s)+k_{2}sX(s)+k_{3}s^{2}X(s)+...+k_{n}{\frac {1}{s}}X(s)+...}
Om man här sätter in {\displaystyle s=j\omega } där {\displaystyle j} är den imaginära enheten, {\displaystyle j^{2}=-1}, och {\displaystyle \omega } är frekvensen uttryckt i radianer per tidsenhet får man hur filtret reagerar på en sinusformad insignal med viss frekvens. En godtycklig periodisk insignal kan betraktas som en summa av sinussignaler med olika frekvens och amplitud, och utsignalen blir då motsvarande summa av utsignaler.
Ideala analoga filter är just ideala, de går inte att implementera i verkligheten. 
När analoga filter konstrueras så måste en metod väljas beroende på vilken av filtrets egenskaper man vill prioritera. Det finns fem huvudtyper:
- Butterworthfilter är optimerat för att ge så lite rippel i passbandet som möjligt.
- Tjebysjovfilter är konstruerat för att ge ett så smalt övergångsband som möjligt.
- Cauerfilter är konstruerat för att ge låg grupplöptid och låg ordning.
- Besselfilter är konstruerat för att ha en så linjär fasgång som möjligt.
- Bikvadratiskt filter är ett specialfall av andra ordningens filter.

## Digitala filter
Digitala filter kan bland annat användas för att reducera brus i dataöverföringar eller för att utjämna frekvensfördelningen. De är även användbara inom områden som ljud- och musikteknik och grafikredigering.

### Linjära filter
Ett linjärt, tidsdiskret och kausalt filter {\displaystyle H} kan skrivas som:
{\displaystyle y(n)+a_{1}y(n-1)+\ldots +a_{M}y(n-M)=b_{0}x(n)+b_{1}x(n-1)+\ldots +b_{N}x(n-N)}
Efter z-transform:
{\displaystyle A(z)Y(z)=B(z)X(z)}
{\displaystyle H(z)={\frac {B(z)}{A(z)}}={\frac {b_{0}+b_{1}z^{-1}+b_{2}z^{-2}+\ldots +b_{N}z^{-N}}{1+a_{1}z^{-1}+a_{2}z^{-2}+\ldots +a_{M}z^{-M}}}}
{\displaystyle H} är filtrets överföringsfunktion. Om {\displaystyle A(z)=1} och {\displaystyle N<\infty } kallas {\displaystyle H} för ett FIR-filter. Om {\displaystyle B(z)} är konstant och nollskild så kallas {\displaystyle H} för autoregressivt.